# Pougne-Hérisson
Pougne-Hérisson és un municipi francès situat al departament de Deux-Sèvres i a la regió de la Nova Aquitània. L'any 2007 tenia 360 habitants.

## Demografia

### Població
El 2007 la població de fet de Pougne-Hérisson era de 360 persones. Hi havia 148 famílies de les quals 36 eren unipersonals (16 homes vivint sols i 20 dones vivint soles), 64 parelles sense fills, 44 parelles amb fills i 4 famílies monoparentals amb fills.
La població ha evolucionat segons el següent gràfic:
Habitants censats

### Habitatges
El 2007 hi havia 191 habitatges, 151 eren l'habitatge principal de la família, 18 eren segones residències i 22 estaven desocupats. Tots els 191 habitatges eren cases. Dels 151 habitatges principals, 123 estaven ocupats pels seus propietaris, 23 estaven llogats i ocupats pels llogaters i 5 estaven cedits a títol gratuït; 5 tenien dues cambres, 19 en tenien tres, 45 en tenien quatre i 82 en tenien cinc o més. 125 habitatges disposaven pel capbaix d'una plaça de pàrquing. A 78 habitatges hi havia un automòbil i a 63 n'hi havia dos o més.

### Piràmide de població
La piràmide de població per edats i sexe el 2009 era:
| Homes | Edats   | Dones |
| ----- | ------- | ----- |
| 0     | 95 o +  | 0     |
| 0     | 90 a 94 | 0     |
| 4     | 85 a 89 | 8     |
| 8     | 80 a 84 | 8     |
| 12    | 75 a 79 | 8     |
| 4     | 70 a 74 | 24    |
| 8     | 65 a 69 | 12    |
| 16    | 60 a 64 | 12    |
| 8     | 55 a 59 | 12    |
| 8     | 50 a 54 | 16    |
| 16    | 45 a 49 | 4     |
| 0     | 40 a 44 | 12    |
| 32    | 35 a 39 | 16    |
| 4     | 30 a 34 | 8     |
| 12    | 25 a 29 | 4     |
| 0     | 20 a 24 | 0     |
| 12    | 15 a 19 | 0     |
| 12    | 10 a 14 | 12    |
| 16    | 5 a 9   | 12    |
| 8     | 0 a 4   | 0     |

## Economia
El 2007 la població en edat de treballar era de 202 persones, 145 eren actives i 57 eren inactives. De les 145 persones actives 135 estaven ocupades (78 homes i 57 dones) i 10 estaven aturades (3 homes i 7 dones). De les 57 persones inactives 29 estaven jubilades, 16 estaven estudiant i 12 estaven classificades com a «altres inactius».

### Ingressos
El 2009 a Pougne-Hérisson hi havia 151 unitats fiscals que integraven 365 persones, la mediana anual d'ingressos fiscals per persona era de 12.554 €.

### Activitats econòmiques
Dels 7 establiments que hi havia el 2007, 3 eren d'empreses de construcció, 2 d'empreses de comerç i reparació d'automòbils, 1 d'una empresa d'hostatgeria i restauració i 1 d'una empresa de serveis.
Dels 4 establiments de servei als particulars que hi havia el 2009, 1 era un paleta, 1 fusteria, 1 lampisteria i 1 restaurant.
L'únic establiment comercial que hi havia el 2009 era una carnisseria.
L'any 2000 a Pougne-Hérisson hi havia 24 explotacions agrícoles que ocupaven un total de 1.037 hectàrees.

## Poblacions més properes
El següent diagrama mostra les poblacions més properes.